# Liste der Wasserschutzgebiete im Landkreis Rottweil
In der Liste der Wasserschutzgebiete im Landkreis Rottweil sind Wasserschutzgebiete (WSG) im Landkreis Rottweil in Baden-Württemberg aufgeführt. Sie ist nach den offiziellen WSG-Nummern sortiert. In den Wasserschutzgebieten gelten für die Gewässer (Grundwasser, oberirdische Gewässer) besondere Ge- und Verbote, um das Wasser vor Verunreinigungen zu schützen. Die für die Wasserschutzgebiete zuständige Dienststelle ist das Landratsamt des Landkreises Rottweil.
Diese Liste ist Teil der übergeordneten Liste der Wasserschutzgebiete in Baden-Württemberg und erhebt keinen Anspruch auf Vollständigkeit.

## Geschichte
Der Landkreis Rottweil macht jährlich Angaben zur Entwicklung der Nitratkonzentrationen in den einzelnen Wasserschutzgebieten und erlässt für das folgende Jahr entweder Auflagen für Landwirte oder lockert bisherige Bewirtschaftungsauflagen auf der Grundlage der seit 1988 geltenden Schutzgebiets- und Ausgleichsverordnung (SchALVO) des Landes Baden-Württemberg. Diese Verordnung wurde zum 1. März 2001 novelliert. Neben der Einhaltung bestimmter Nitrat-Boden-Werte, die jährlich vom 15. Oktober bis 15. November gemessen werden, ist im Rahmen der SchALVO unter anderem vorgeschrieben, dass in den Wasserschutzgebieten Düngung und Pflanzenschutzmaßnahmen nach guter fachlicher Praxis erfolgen müssen, um das Grundwasser vor Beeinträchtigung durch Stoffeinträge aus der Landbewirtschaftung zu schützen.

## Wasserschutzgebiete im Landkreis Rottweil
Grundlage: Daten aus dem Umweltinformationssystem (UIS) der LUBW Landesanstalt für Umwelt Baden-Württemberg

| WSG-Nr. | WSG-Name                                   | Hauptgemeinde       | Lage | Fläche (Hektar) | Datum (Rechtsverordnung) | Bild              |
| ------- | ------------------------------------------ | ------------------- | ---- | --------------- | ------------------------ | ----------------- |
| 325001  | WSG Empfingen GWF I Fisching.              | Sulz am Neckar      | ⊙    | 10,40           | 1970-04-07               |                   |
| 325002  | WSG Holzhausen TB                          | Sulz am Neckar      | ⊙    | 26,04           | 1965-11-12               |                   |
| 325003  | WSG Glatt GWF                              | Sulz am Neckar      | ⊙    | 12,21           | 1968-02-23               |                   |
| 325006  | WSG Sulz TB Reinau 1-2                     | Sulz am Neckar      | ⊙    | 127,78          | 1968-07-16               |                   |
| 325008  | WSG Sulz Kapflochquellen                   | Sulz am Neckar      | ⊙    | 211,04          | 1968-07-16               |                   |
| 325012  | WSG Kl. Heuberg, Obernd., Epfend.          | Oberndorf am Neckar | ⊙    | 6738,13         | 2004-12-17               | beim Stockbrunnen |
| 325014  | WSG Winzeln TB I-II                        | Fluorn-Winzeln      | ⊙    | 544,76          | 1969-09-01               |                   |
| 325015  | WSG Rötenberg TB I-II                      | Aichhalden          | ⊙    | 732,36          | 1966-11-15               |                   |
| 325016  | WSG Schenkenzell Kirnbachqu.               | Aichhalden          | ⊙    | 43,47           | 1969-06-20               |                   |
| 325017  | WSG Schenkenzell Müllerswaldqu.            | Schenkenzell        | ⊙    | 11,92           | 1969-06-20               |                   |
| 325018  | WSG Schiltach Kai. Herr. Wald. Qu.         | Schenkenzell        | ⊙    | 222,58          | 2012-07-11               |                   |
| 325020  | WSG Aichhalden TB I-III                    | Aichhalden          | ⊙    | 1235,25         | 1987-06-26               |                   |
| 325024  | WSG Lauterbach Bremenloch, Brunnengr., Qu. | Lauterbach          | ⊙    | 34,34           | 1999-11-12               |                   |
| 325025  | WSG Lauterbach Trombachqu.                 | Schramberg          | ⊙    | 105,80          | 1981-02-20               |                   |
| 325026  | WSG Schramberg Büh. Flai. Kes. Qu.         | Schramberg          | ⊙    | 79,07           | 1976-07-26               |                   |
| 325027  | WSG Schramberg Lukasquelle                 | Schramberg          | ⊙    | 20,84           | 1976-07-26               |                   |
| 325028  | WSG Schramberg Mo. Ga. Rap. I-II Ti. Qu.   | Hardt               | ⊙    | 161,37          | 1977-10-18               |                   |
| 325029  | WSG Hardt TB I-III Ka. Fl. Ha. Qu.         | Hardt               | ⊙    | 725,46          | 1979-01-15               |                   |
| 325030  | WSG Eberbachgr. TB I-II, Br. u. Qu.        | Dunningen           | ⊙    | 501,22          | 1973-10-16               |                   |
| 325031  | WSG Schramberg TB I-II Schönbr.            | Schramberg          | ⊙    | 171,19          | 1976-07-26               |                   |
| 325032  | WSG Eberbachgr. TB III Locherh.            | Eschbronn           | ⊙    | 20,83           | 1973-10-16               |                   |
| 325033  | WSG Schramberg TB V Mariazell              | Eschbronn           | ⊙    | 249,58          | 1976-07-26               |                   |
| 325034  | WSG Schramberg TB VI Mariazell             | Eschbronn           | ⊙    | 22,45           | 1976-07-12               |                   |
| 325035  | WSG Eschach WV Iri. Ett. Mühl. Qu.         | Zimmern ob Rottweil | ⊙    | 651,19          | 1980-08-25               |                   |
| 325037  | WSG Rottweil Straubeleswaldqu.             | Deißlingen          | ⊙    | 661,20          | 1965-10-07               |                   |
| 325038  | ZV Keckquellen Keckqu 1-3                  | Dauchingen          | ⊙    | 4220,27         | 1994-11-15               |                   |
| 325040  | WSG Rottenmünster TB II-III                | Rottweil            | ⊙    | 468,81          | 1978-10-05               |                   |
| 325041  | WSG ZV A.0. Neckar Qf. Neckarbu.           | Villingendorf       | ⊙    | 1138,32         | 2015-02-10               |                   |
| 325043  | WSG Harthausen GWF Epfendorf               | Epfendorf           | ⊙    | 10,90           | 1970-04-06               |                   |
| 325044  | WSG Empfingen GWF II Fisching.             | Sulz am Neckar      | ⊙    | 1,47            | 1965-07-09               |                   |
| 325045  | WSG Empfingen GWF III Fisching.            | Sulz am Neckar      | ⊙    | 2,81            | 1965-07-09               |                   |
| 325046  | WSG Schramberg TB 1-3, Bra 3, Heft.        | Schramberg          | ⊙    | 1251,22         | 1987-05-20               |                   |
| 325047  | WSG Lauterbach Mückenlochqu.               | Lauterbach          | ⊙    | 63,16           | 1987-09-04               |                   |
| 325048  | WSG Heimbachgr. Brand. Qu, Schrbr.         | Dornhan             | ⊙    | 333,02          | 1988-02-05               |                   |
| 325049  | WSG Tennenbronn Wie. Eic. Wei. Qu.         | Schramberg          | ⊙    | 300,40          | 1989-01-16               |                   |
| 325050  | WSG Tennenbronn Hubquelle                  | Schramberg          | ⊙    | 92,33           | 1989-01-16               |                   |
| 325116  | WSG Schenkenz. Kaltbr. Kuh. I-II Wit. Q.   | Schenkenzell        | ⊙    | 82,33           | 1993-01-20               |                   |
| 325117  | WSG Kaltbrunn Mart. Rossb. Qu.             | Schenkenzell        | ⊙    | 15,13           | 1993-01-20               |                   |